# Walter Ferreri
| Odkryte planetoidy: 15             | Odkryte planetoidy: 15 |
| ---------------------------------- | ---------------------- |
| (3625) Fracastoro                  | 27 kwietnia 1984       |
| (3778) Regge                       | 26 kwietnia 1984       |
| (4061) Martelli                    | 19 marca 1988          |
| (4398) Chiara                      | 23 kwietnia 1984       |
| (4478) Blanco[1]                   | 23 kwietnia 1984       |
| (4821) Bianucci                    | 5 marca 1986           |
| (5003) Silvanominuto               | 15 marca 1988          |
| (5022) Roccapalumba                | 23 kwietnia 1984       |
| (6114) Dalla-Degregori             | 28 kwietnia 1984       |
| (6289) Lanusei[1]                  | 28 kwietnia 1984       |
| (7396) Brusin                      | 4 marca 1986           |
| (10738) Marcoaldo                  | 17 marca 1988          |
| (19968) Palazzolascaris            | 19 marca 1988          |
| (21007) 1988 FD3                   | 19 marca 1988          |
| (52267) Rotarytorino               | 4 marca 1986           |
| - [1] wspólnie z Vincenzem Zappalà |                        |

Walter Ferreri (ur. w 1948 w Turynie) – włoski astronom, popularyzator nauki. Pracuje w Turyńskim Obserwatorium Astronomicznym w Pino Torinese. Jest członkiem wielu włoskich i zagranicznych stowarzyszeń astronomicznych, w tym Międzynarodowej Unii Astronomicznej. W 1977 roku założył czasopismo astronomiczne „Orion”, a od 1992 roku jest dyrektorem naukowym jego nowej edycji – „Nuovo Orione”. Jest autorem ponad dwudziestu książek popularnonaukowych. Regularnie organizuje kursy astronomiczne, występuje w programach telewizyjnych, jego teksty publikowane są w czasopismach i gazetach. Jest dyrektorem publicznego obserwatorium i planetarium w Alpette.
W latach 1984–1988 odkrył 15 planetoid, z czego 13 samodzielnie, a 2 wspólnie z Vincenzem Zappalà. W uznaniu jego pracy jedną z planetoid nazwano (3308) Ferreri.